# زجاجي العين المصري
زجاجي العين المصري أو قُراد الجِمال المصري (الاسم العلمي: Hyalomma aegyptium) هو نوع من العنكبوتيات يتبع جنس زجاجي العين من فصيلة اللبوديات الصلبة.